# Be-Ge Hockey Center
Das Be-Ge Hockey Center ist eine Eissporthalle in der schwedischen Stadt Oskarshamn, Provinz Kalmar län. Die Halle ist Austragungsort der Heimspiele des Eishockeyclubs IK Oskarshamn aus der Svenska Hockeyligan, der höchsten schwedischen Spielklasse. 

## Geschichte
Die ursprüngliche Oskarshamns ishall wurde 1974 eröffnet. Der Komplex umfasst neben der Eishalle auch ein Hallenbad sowie einen Kunstrasenplatz, welcher im Winter als Bandy-Spielfeld genutzt wird. 2004 erfolgte ein vollständiger Umbau der Eisarena. Dabei wurde das Dach abgehoben und das Gebäude um drei Meter erhöht. Die Arena bietet insgesamt 3.275 Plätzen, davon sind 1.620 Sitzplätze. Der Namenssponsor der Arena, das schwedische Unternehmen Be-Ge Koncernen, wurde im April 2015 für fünf Jahre Namensgeber.

## Galerie

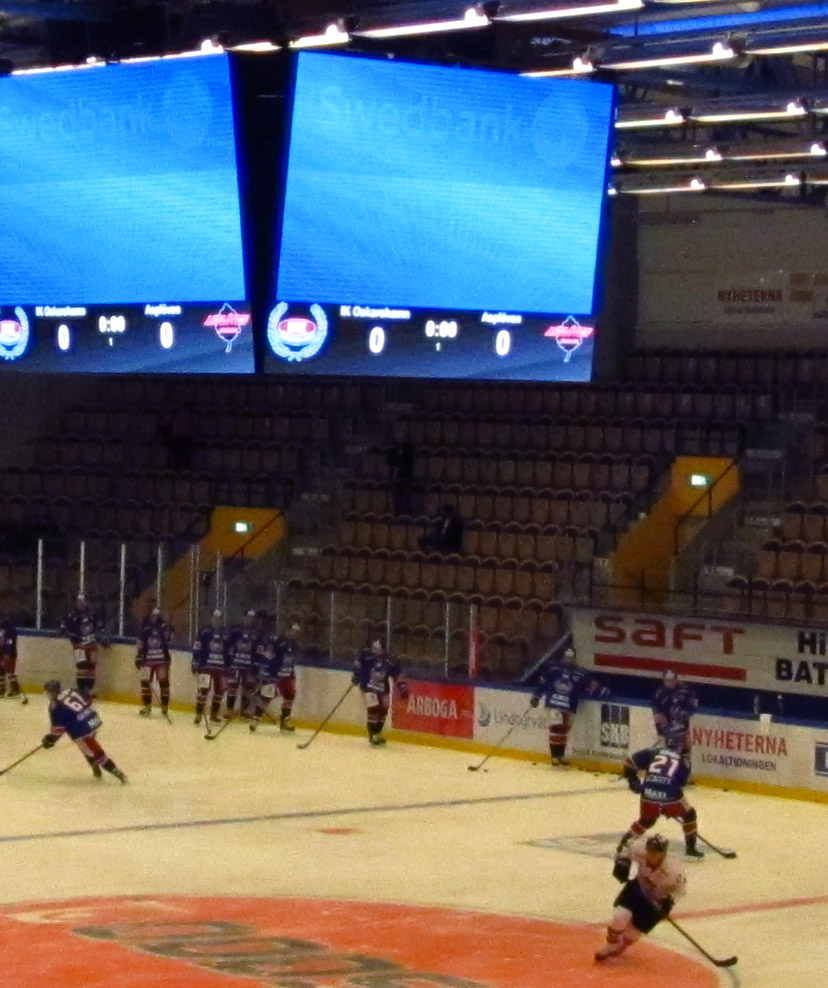
Die Arena Oskarshamn mit dem neuinstallierten LED-Videowürfel im September 2013
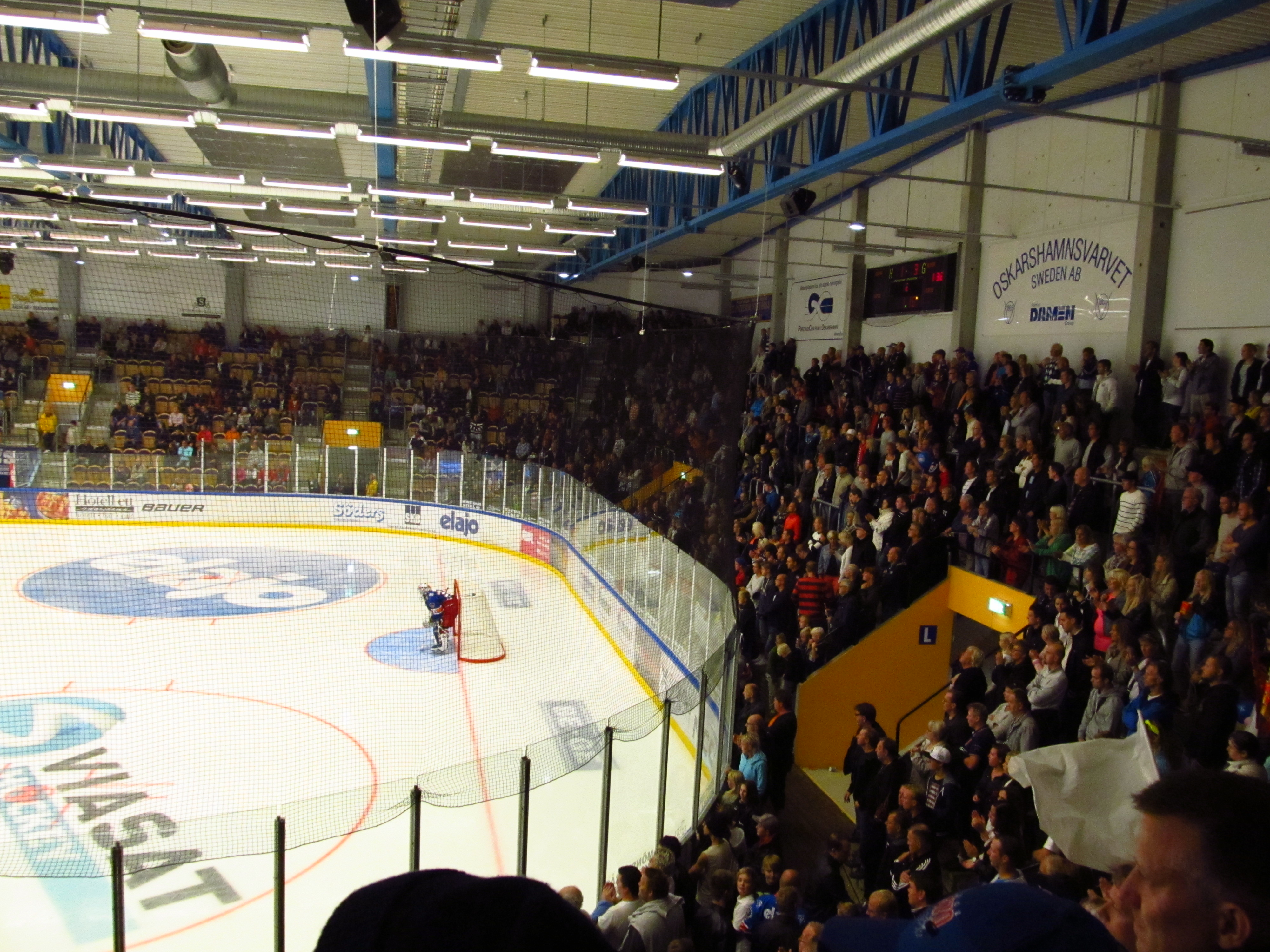
Eishockeyspiel zwischen dem IK Oskarshamn und dem Asplöven HC im September 2013